# Tønsbergs kommun
Tønsbergs kommun (norska: Tønsberg kommune) är en kommun i Vestfold fylke i sydöstra Norge. Staden Tønsberg är kommunens centralort

## Historia
Enligt Snorre Sturlason grundades Tønsberg före slaget i Hafrsfjord, vilket daterar den till före år 871. Inga arkeologiska fynd kan dock bekräfta en stadsbebyggelse här före 900-talet. 1018 omtalas att Olof den helige varit i staden. 

### Administrativ historik
Tønsbergs kommun upprättades den 1 januari 1838 (som Tønsberg formannskapsdistrikt) när Formannskapslovene från 1837 trädde i kraft.
- 1877 överfördes ett område med 102 invånare från Nøtterøy kommun. Samtidigt överfördes ett områden med 61 invånare från Sems kommun.
- 1980 överfördes ett obebott område från Nøtterøy kommun.
- 1988 slogs kommunen samman med Sems kommun.[9]
- 2017 överfördes ett område från Stokke kommun, så att tätorten Vear i sin helhet kom att ligga i Tønsbergs kommun.[10]
- 2020 slogs kommunen ihop med Re kommun.[11][12]

### Upphörda kommunvapen inom den nuvarande kommunen

Ramnes kommun (1976–2001)
Re kommun (2001–2019)
Tønsbergs kommun (1200-talet–2019)
Våle kommun (1990–2001)

## Tätorter
I Tønsbergs kommun finns tolv tätorter:
- Barkåker
- Gretteåsen
- Kirkevoll/Brekkeåsen
- Linnestad
- Revetal/Bergsåsen
- Sem (del av)
- Skjeggestadåsen
- Solerød
- Tønsberg (centralort, del av)
- Vear (del av)
- Vollen
- Åsgårdstrand (del av)

Orterna Rånerudåsen och Rønningåsen har tidigare räknats som tätorter men uppfyller inte längre kriterierna.

## Socknar
Inom Norska kyrkan är Tønsbergs kommun indelad i nio socknar:
- Fons socken
- Ramnes socken
- Sems socken
- Slagens socken
- Søndre Slagens socken
- Tønsbergs domkyrkas socken
- Undrumsdals socken
- Vivestads socken
- Våle socken

Socknarna ingår i Tønsbergs domprosteri i Tunsbergs stift.

## Vänorter i Norden
- Roskilde kommun (Danmark)
- Linköpings kommun (Sverige)
- Ísafjörður (Island)
- Joensuu (Finland)